# 扩红
扩红专指在土地革命战争时期中国共产党在其革命根据地内推行的一系列扩大军事规模的运动。运动打着扩大革命力量的旗帜强迫大量的青壮年甚至是未成年人（13~15周岁）加入中国工农红军或为其内战服务，以中文通俗的说法是“拉壮丁”。扩红在中共掌控中国大陆政权后成为一个禁忌的话题，关于运动的具体过程和具体参加人员（发起人）及地点都不为人知。扩红一个直接的军事成果就是组建了一支全部由青少年组成的“中国工农红军少共国际师”，这支全部由18岁以下青少年组建的部队是真正的实战部队，后来在1934年的湘江战役中被新桂系夏威国民革命军第第15军和滇系廖磊国民革命军第7军全歼。